# 1000 Wilshire Boulevard
Le 1000 Wilshire Boulevard ou Wedbrush Center est un gratte-ciel de 102 mètres de hauteur construit à Los Angeles en Californie aux États-Unis de 1984 à 1987.
Situé le long du Wilshire Boulevard, il abrite des bureaux sur 21 étages.
La surface de plancher de l'immeuble est de 47 843 m2 desservis par 12 ascenseurs.
Les architectes sont l'agence d'architecture Kohn Pedersen Fox Associates et l'agence Langdon Wilson.

## voir aussi
Liste des plus hauts immeubles de Los Angeles